# Agrostophyllum finisterrae
Agrostophyllum finisterrae är en orkidéart som beskrevs av Rudolf Schlechter. Agrostophyllum finisterrae ingår i släktet Agrostophyllum och familjen orkidéer. Inga underarter finns listade i Catalogue of Life.